# William Edmondson (cầu thủ bóng đá)
William Edmondson là một cầu thủ bóng đá người Anh thi đấu ở vị trí tiền vệ chạy cánh. Ông thi đấu 2 trận ở Football League cho Burnley tại mùa giải 1902–03.